# Melunda
Melunda (gr. Μελούντα, tur. Mallıdağ) – wieś na Cyprze, w dystrykcie Famagusta. Położona jest na terenie republiki Cypru Północnego.